# Francières (Somme)
Pour les articles homonymes, voir Francières.
Francières est une commune française située dans le département de la Somme, en région Hauts-de-France.
Depuis le 29 juillet 2020, la commune fait partie du parc naturel régional Baie de Somme - Picardie maritime.

## Géographie

### Localisation
Francières est un village picard situé dans le Ponthieu proche du Vimeu.
Limitrophe d'Ailly-le-Haut-Clocher, la localité est située à 8 km au nord-ouest de Longpré-les-Corps-Saints, 9 km au sud-est d'Abbeville et à 32 km au nord-ouest d'Amiens à vol d'oiseau.
Le territoire de la commune est limitrophe de ceux de cinq communes.
Les communes limitrophes sont  Ailly-le-Haut-Clocher, Bellancourt, Buigny-l'Abbé, Cocquerel et Pont-Remy.

### Géologie et relief
Au nord et à l'est, le sol communal est essentiellement argileux. Au sud-est, la tendance argilo-siliceuse domine ; tandis que vers le bois, au sud-ouest, c'est un sol sablonneux-calcaire qui affleure.

### Hydrographie
La commune est située dans le bassin Artois-Picardie. Elle n'est drainée par aucun cours d'eau.

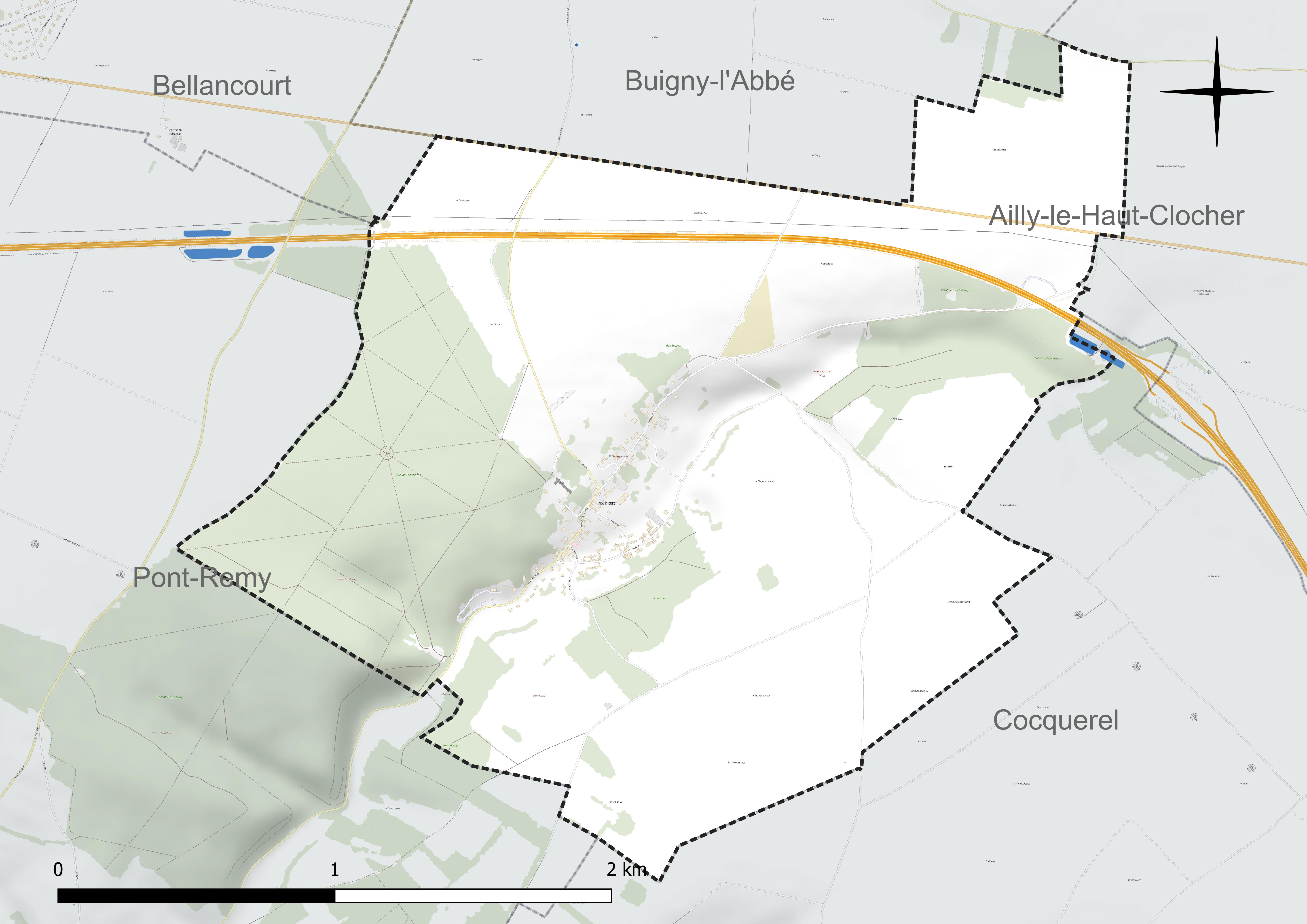
Réseau hydrographique de Francières.

### Climat
Pour des articles plus généraux, voir Climat des Hauts-de-France et Climat de la Somme.
En 2010, le climat de la commune est de type climat océanique altéré, selon une étude du CNRS s'appuyant sur une série de données couvrant la période 1971-2000. En 2020, Météo-France publie une typologie des climats de la France métropolitaine dans laquelle la commune est exposée à un climat océanique et est dans la région climatique Côtes de la Manche orientale, caractérisée par un faible ensoleillement (1 550 h/an) ; forte humidité de l'air (plus de 20 h/jour avec humidité relative > 80 % en hiver), vents forts fréquents.
Pour la période 1971-2000, la température annuelle moyenne est de 10,2 °C, avec une amplitude thermique annuelle de 13,1 °C. Le cumul annuel moyen de précipitations est de 794 mm, avec 12,5 jours de précipitations en janvier et 8,7 jours en juillet. Pour la période 1991-2020, la température moyenne annuelle observée sur la station météorologique la plus proche, située sur la commune d'Abbeville à 9 km à vol d'oiseau, est de 11,0 °C et le cumul annuel moyen de précipitations est de 806,2 mm,. Pour l'avenir, les paramètres climatiques de la commune estimés pour 2050 selon différents scénarios d'émission de gaz à effet de serre sont consultables sur un site dédié publié par Météo-France en novembre 2022.

## Urbanisme

### Typologie
Au 1er janvier 2024, Francières est catégorisée commune rurale à habitat dispersé, selon la nouvelle grille communale de densité à sept niveaux définie par l'Insee en 2022.
Elle est située hors unité urbaine. Par ailleurs la commune fait partie de l'aire d'attraction d'Amiens, dont elle est une commune de la couronne,. Cette aire, qui regroupe 369 communes, est catégorisée dans les aires de 200 000 à moins de 700 000 habitants,.

### Occupation des sols
L'occupation des sols de la commune, telle qu'elle ressort de la base de données européenne d'occupation biophysique des sols Corine Land Cover (CLC), est marquée par l'importance des territoires agricoles (67 % en 2018), une proportion identique à celle de 1990 (67 %). La répartition détaillée en 2018 est la suivante : 
terres arables (60,3 %), forêts (27,5 %), prairies (6,8 %), zones urbanisées (5,5 %). L'évolution de l'occupation des sols de la commune et de ses infrastructures peut être observée sur les différentes représentations cartographiques du territoire : la carte de Cassini (XVIIIe siècle), la carte d'état-major (1820-1866) et les cartes ou photos aériennes de l'IGN pour la période actuelle (1950 à aujourd'hui).

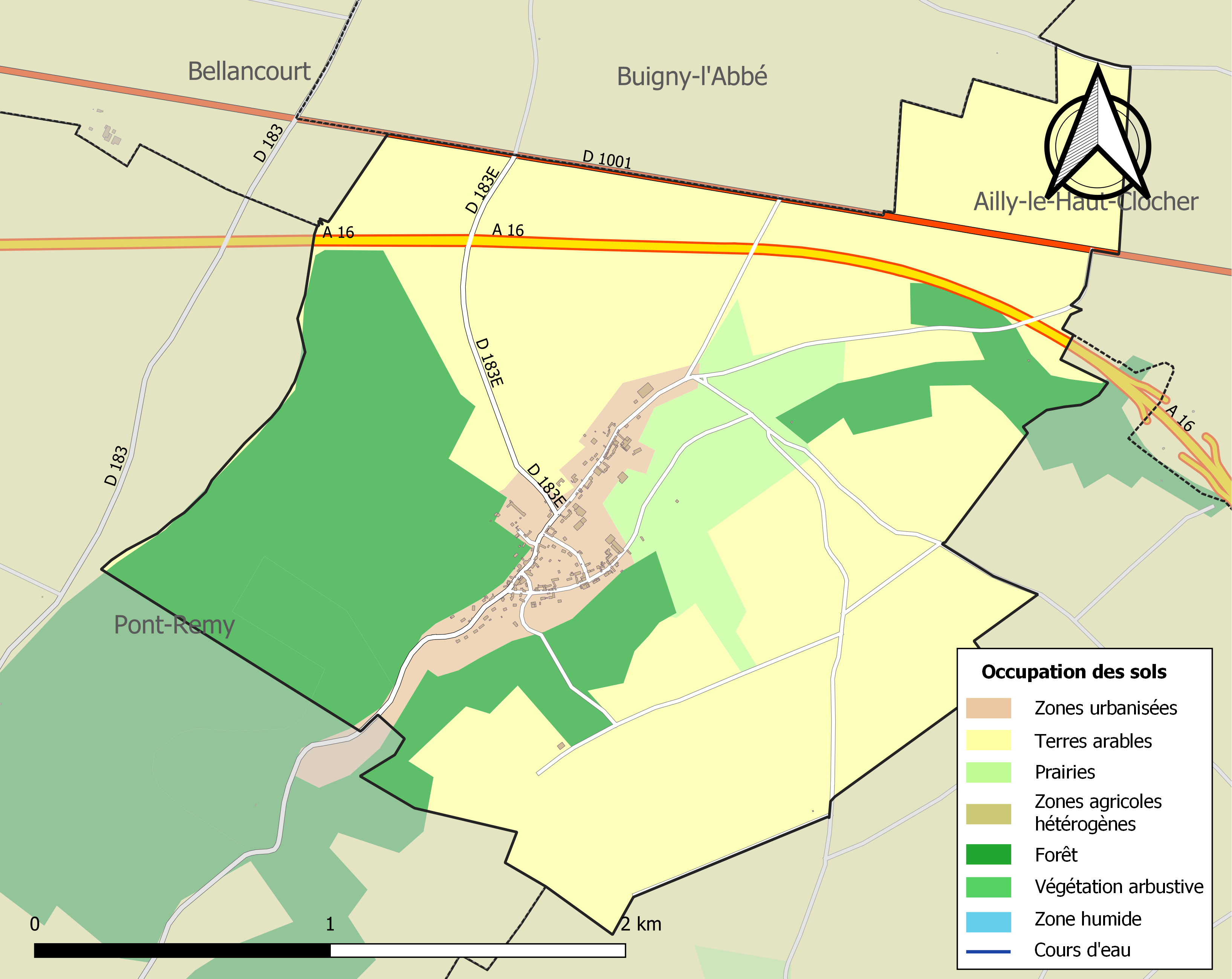
Carte des infrastructures et de l'occupation des sols de la commune en 2018 (CLC).

### Voies de communication et transports
La commune est desservie par l'ancienne RN 1 (actuelle RD 1001), elle est traversée par l'autoroute A16, d'où elle est aisément accessible depuis la sortie no 22.

## Toponymie
En 1011, Franserœ est relevé par M. Louandre dans la topographie du Ponthieu, Gallica Christiana,.
Dès le XIIe siècle, le nom de Fransières est relevé. Les formes latinisées de Fransœras et Fransaera sont également mentionnées,.
Francières est également le nom d'une commune dans l'Oise.
Le nom de Francières semble indiquer un alleu, une terre noble, exempte de toute charge, soit réelle, soit personnelle. Peut-être équivalent oïl de l'occitan franqueria « terre libre d'impôt ».

## Histoire

### Antiquité
Une bouteille en cuivre (ampulla), découverte sur le territoire, contenait environ 300 pièces de monnaie ou médailles romaines. Ces éléments témoignent d'une occupation ancienne des lieux.

### Moyen Âge et temps modernes
Cinq fiefs ont été relevés dans la localité :
- le fief de la Barre-Francières et Baraquin de la Barre ou de Valmoran ou encore de Claquedent,
- le fief de la Queste ou de la Quente, avec une maison seigneuriale,
- le fief de Morvillers,
- le fief de Bray,
- le fief de Molliens[4].

À la suite de la Guerre franco-allemande de 1870 , après l'armistice, les Allemands séjournent pendant un mois à Francières.
En 1899, l'instituteur signale que le village possédait autrefois un moulin à vent et que l'école mixte compte 20 élèves.

## Politique et administration

### Rattachements administratifs et électoraux
Rattachements administratifs
La commune se trouve  dans l'arrondissement d'Abbeville du département de la Somme.
Elle faisait partie depuis 1793 du canton d'Ailly-le-Haut-Clocher. Dans le cadre du redécoupage cantonal de 2014 en France, cette circonscription administrative territoriale a disparu, et le canton n'est plus qu'une circonscription électorale.
Rattachements électoraux
Pour les élections départementales, la commune fait partie depuis 2014 du canton de Rue
Pour l'élection des députés, elle fait partie de la première circonscription de la Somme.

### Intercommunalité
Francières était membre de la communauté de communes du Haut-Clocher, un établissement public de coopération intercommunale (EPCI) à fiscalité propre créé fin 1999 et auquel la commune avait transféré un certain nombre de ses compétences, dans les conditions déterminées par le code général des collectivités territoriales.
Dans le cadre des dispositions de la loi portant nouvelle organisation territoriale de la République du 7 août 2015, qui prévoit que les établissements publics de coopération intercommunale (EPCI) à fiscalité propre doivent avoir un minimum de 15 000 habitants, cette intercommunalité fusionne avec ses voisines pour former, le 1er janvier 2017, la Communauté de communes Ponthieu-Marquenterre, dont est désormais membre Francières.

### Liste des maires

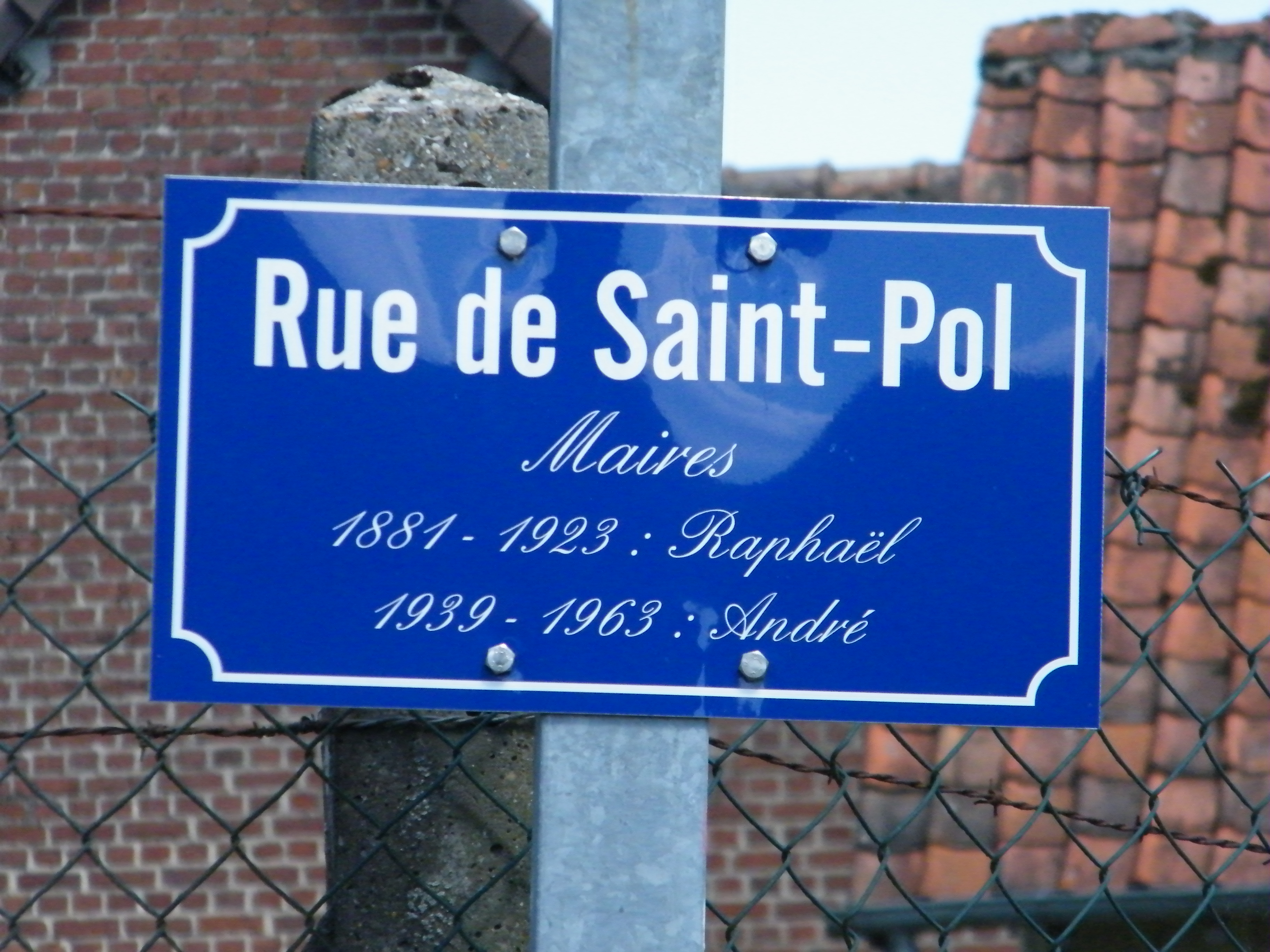
Les comtes de Saint-Pol ont été maires du village.

| Période                                  | Période                      | Identité             | Étiquette | Qualité                         |
| ---------------------------------------- | ---------------------------- | -------------------- | --------- | ------------------------------- |
| 1881                                     | 1923                         | Raphaël de Saint Pol |           |                                 |
| Les données manquantes sont à compléter. |                              |                      |           |                                 |
| 1939                                     | 1963                         | André de Saint Pol   |           |                                 |
| Les données manquantes sont à compléter. |                              |                      |           |                                 |
|                                          | 1981                         | Albert Petit         |           |                                 |
| 1981                                     | 1989                         | Bernard Girard       |           |                                 |
| 1989                                     | juin 1995                    | Georges Petit        |           | Petit-fils d'Albert Petit       |
| Les données manquantes sont à compléter. |                              |                      |           |                                 |
| juin 1995                                | En cours (au 8 octobre 2020) | Jean-Claude Dulys    |           | Réélu pour le mandat 2020-2026, |

## Population et société

### Démographie
L'évolution du nombre d'habitants est connue à travers les recensements de la population effectués dans la commune depuis 1793. Pour les communes de moins de 10 000 habitants, une enquête de recensement portant sur toute la population est réalisée tous les cinq ans, les populations de référence des années intermédiaires étant quant à elles estimées par interpolation ou extrapolation. Pour la commune, le premier recensement exhaustif entrant dans le cadre du nouveau dispositif a été réalisé en 2004.

En 2022, la commune comptait 172 habitants, en évolution de −14 % par rapport à 2016 (Somme : −1,26 %, France hors Mayotte : +2,11 %).
| 1793 | 1800 | 1806 | 1821 | 1831 | 1836 | 1841 | 1846 | 1851 |
| ---- | ---- | ---- | ---- | ---- | ---- | ---- | ---- | ---- |
| 264  | 252  | 262  | 300  | 325  | 313  | 325  | 300  | 302  |

| 1856 | 1861 | 1866 | 1872 | 1876 | 1881 | 1886 | 1891 | 1896 |
| ---- | ---- | ---- | ---- | ---- | ---- | ---- | ---- | ---- |
| 301  | 311  | 306  | 299  | 307  | 282  | 253  | 217  | 194  |

| 1901 | 1906 | 1911 | 1921 | 1926 | 1931 | 1936 | 1946 | 1954 |
| ---- | ---- | ---- | ---- | ---- | ---- | ---- | ---- | ---- |
| 188  | 201  | 209  | 202  | 157  | 142  | 156  | 157  | 151  |

| 1962 | 1968 | 1975 | 1982 | 1990 | 1999 | 2004 | 2006 | 2009 |
| ---- | ---- | ---- | ---- | ---- | ---- | ---- | ---- | ---- |
| 154  | 129  | 140  | 142  | 129  | 127  | 159  | 174  | 182  |

| 2014 | 2019 | 2022 | - | - | - | - | - | - |
| ---- | ---- | ---- | - | - | - | - | - | - |
| 203  | 182  | 172  | - | - | - | - | - | - |

### Enseignement
Le village n'a plus d'école.
La communauté de communes du Haut-Clocher a construit l'école intercommunale Robert-Mallet à Pont-Remy. Cette entité accueille, entre autres, les enfants d'âge scolaire primaire de la localité avec ceux de Buigny-l'Abbé.

### Autres équipements
- La salle des fêtes, ornée à l'intérieur d'une fresque représentant le village et ses environs, réalisée en 2019 par l'artiste abbevillois Michel Rodier[30].

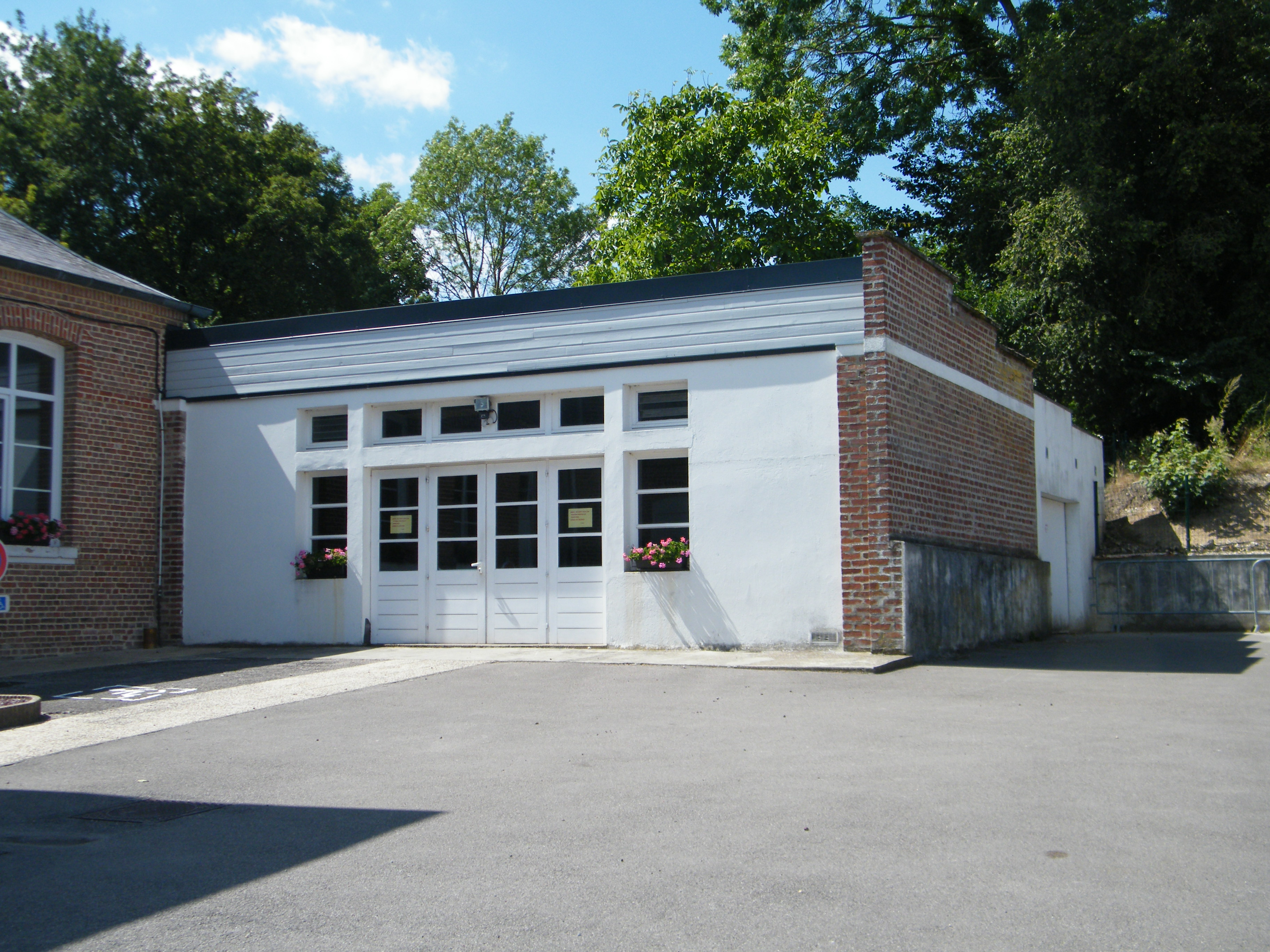
La salle communale.

## Culture locale et patrimoine

### Lieux et monuments
- Église Saint-Martin, antérieure à 1518[31],[32],[33]. Le clocher à bulbe est surmonté d'un clocheton.

- Château[34],[35],[36],[37], datant de 1632, construit en pierre calcaire et couvert en ardoise[31].

En 2021, la mission Bern octroie 225 000 € pour la restauration de l'édifice.
- Motte castrale.

Décors du château en 1918
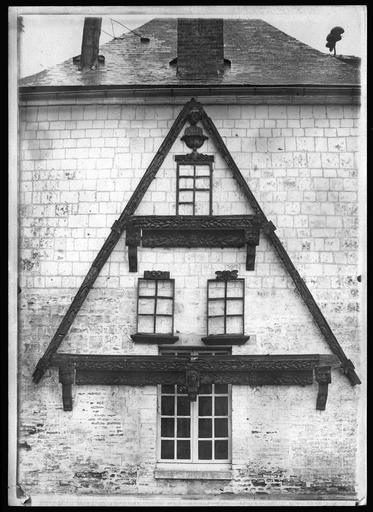
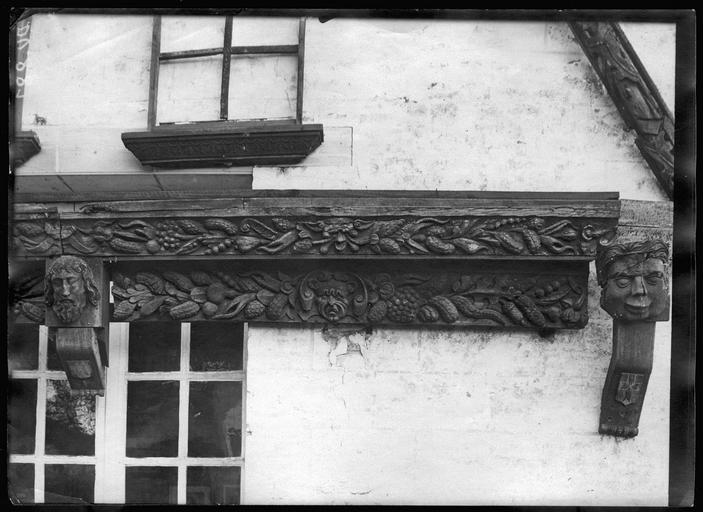
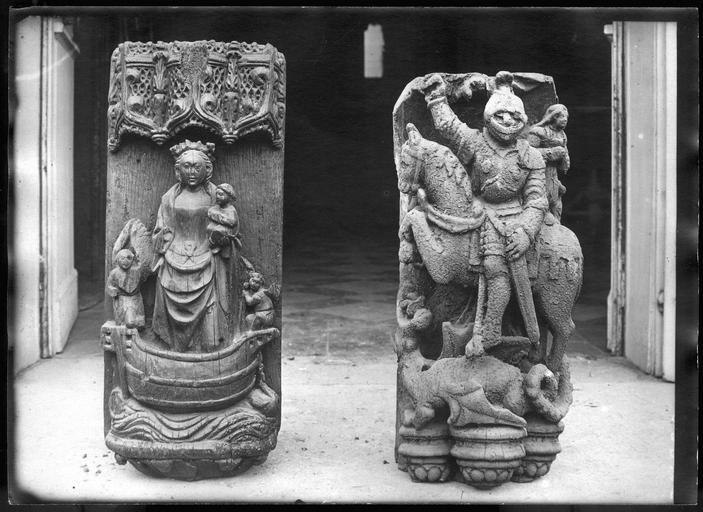
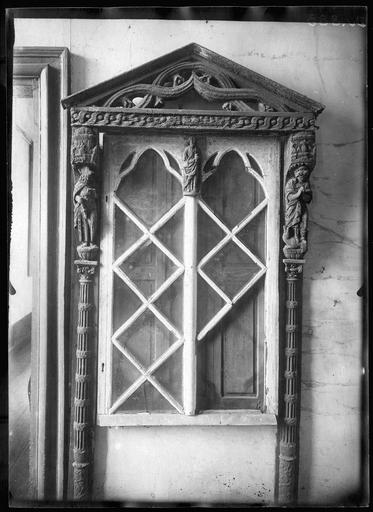
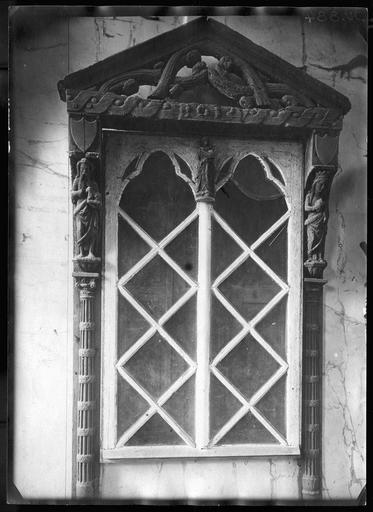
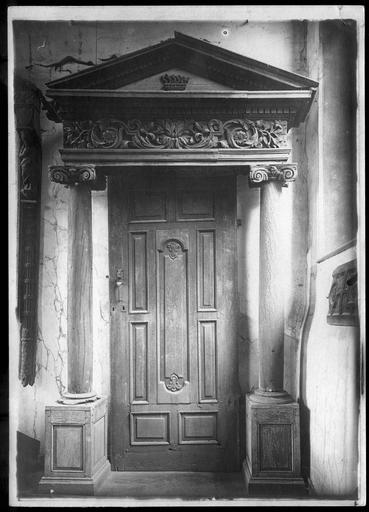
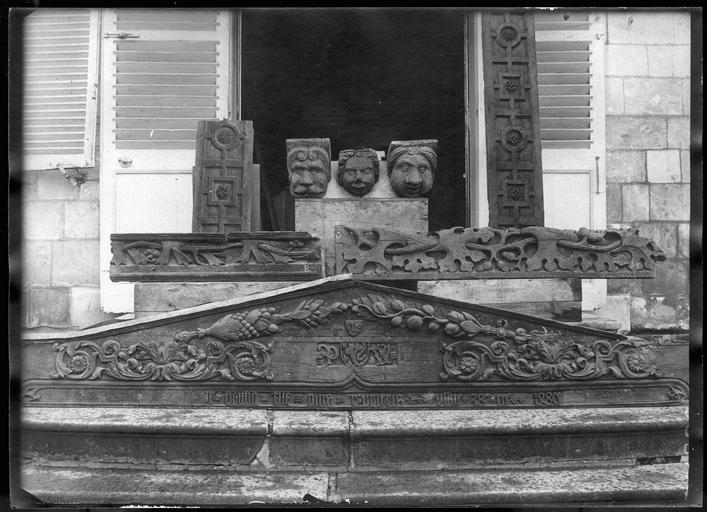

- Chapelle Notre-Dame-du-Bon-Secours. Chapelle funéraire de 1885, en bordure de l'axe Abbeville - Amiens, ex-RN 1[39].
- Le pain de sucre. À la fin du XIXe siècle, un laboureur se fait enterrer en haut d'une pâture, sous une colonne de moellons en craie, issue des carrières locales[30].

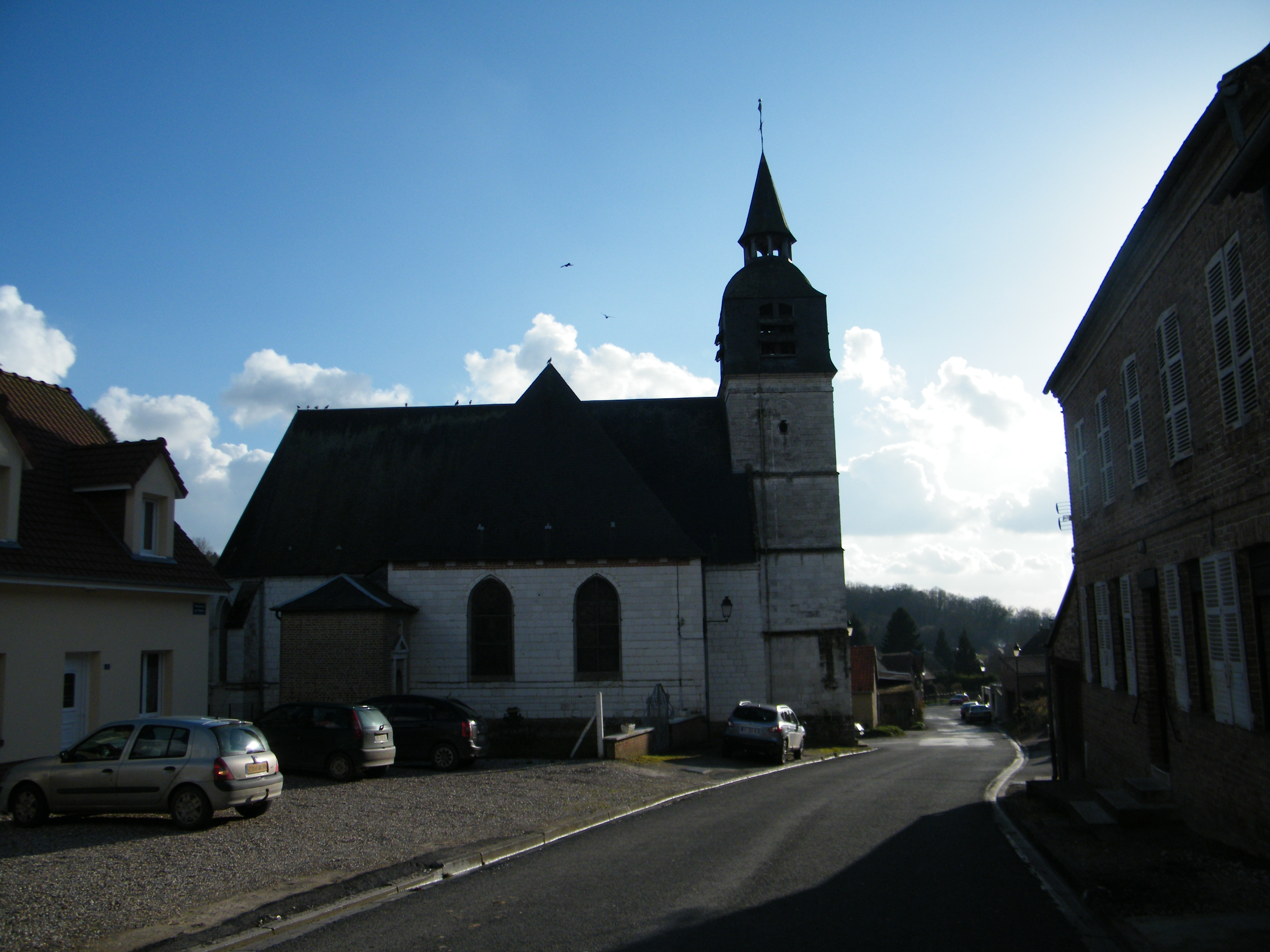
L'église Saint-Martin.
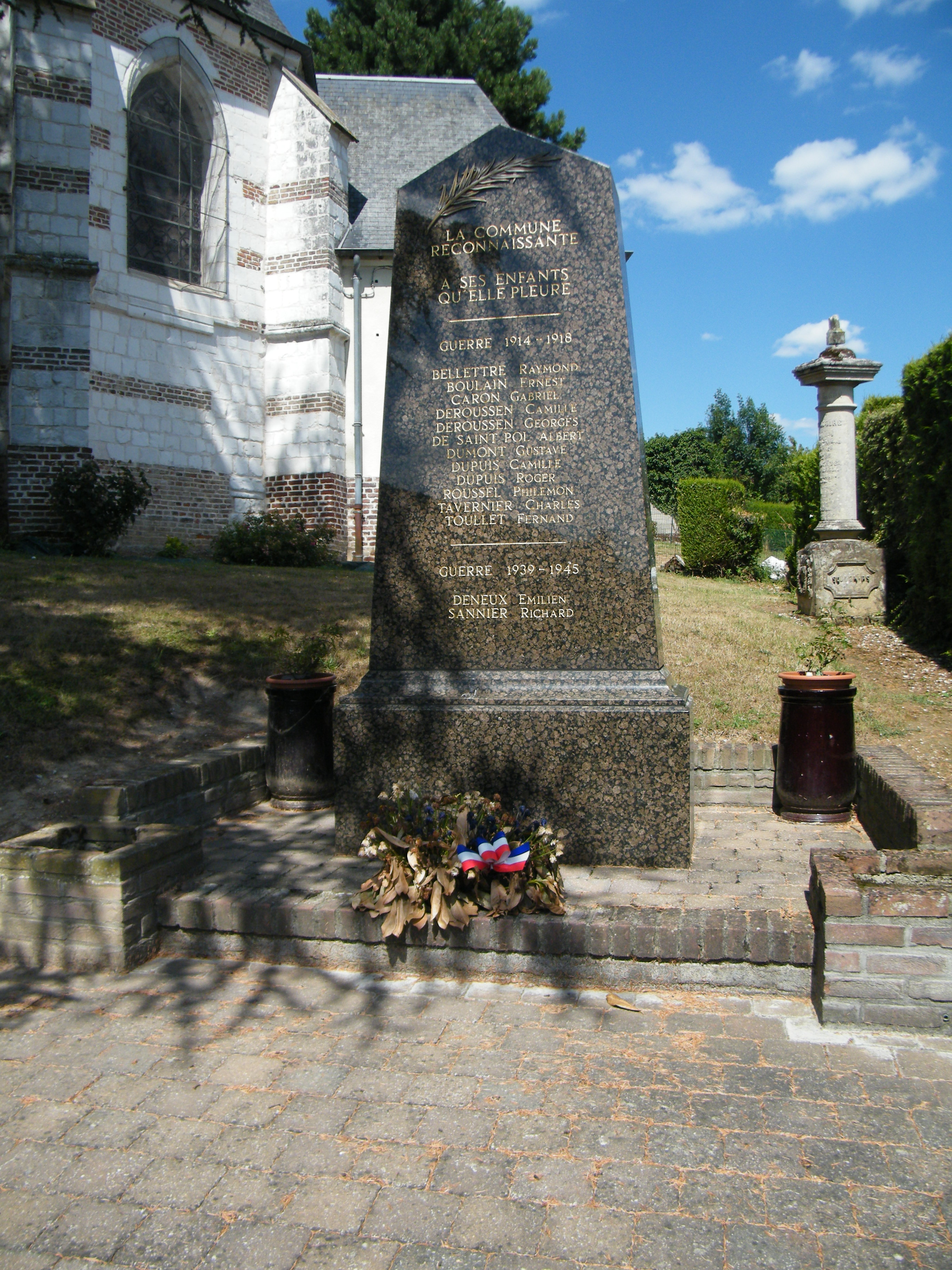
Monument aux morts
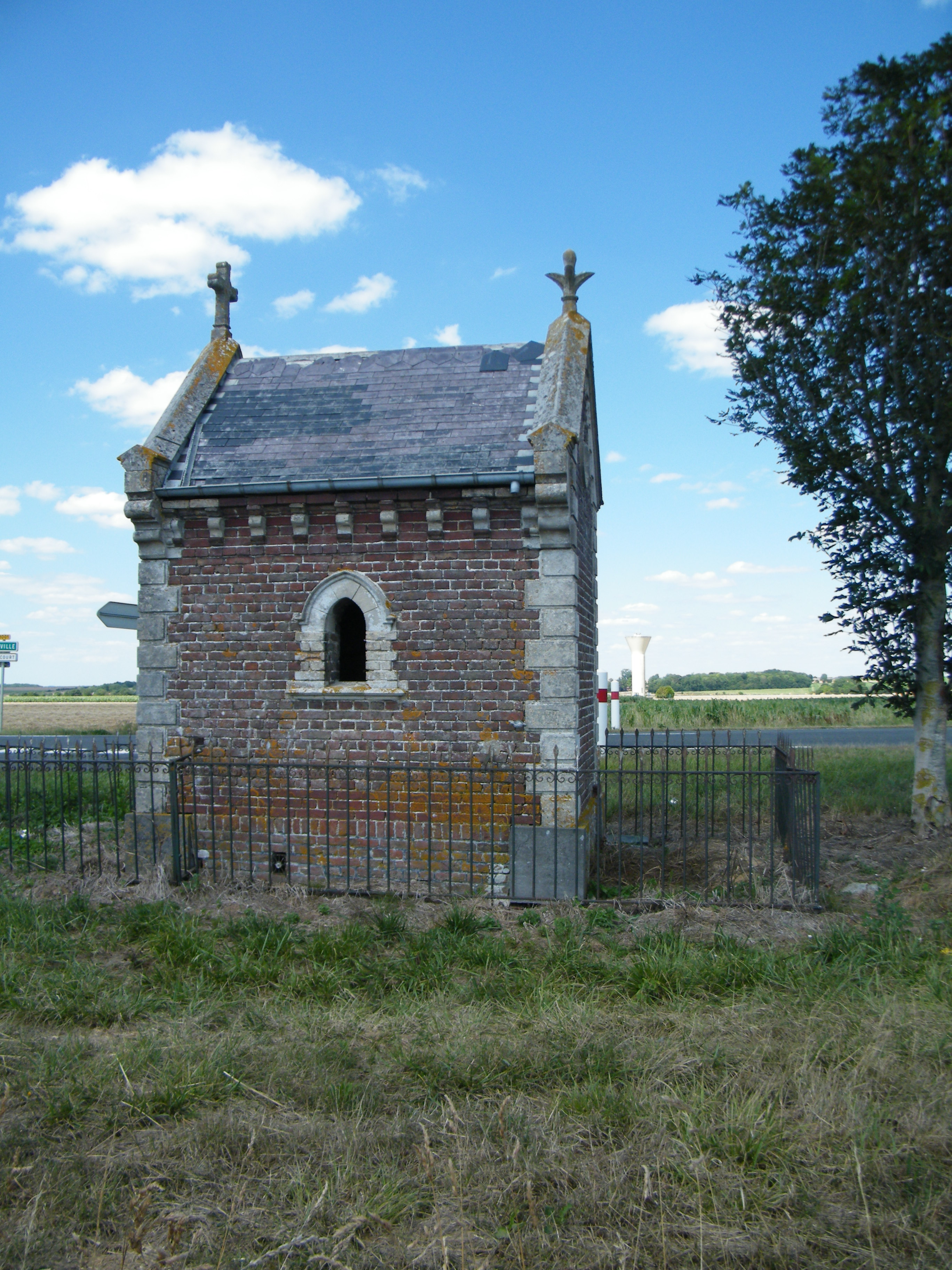
Chapelle sur l'axe Abbeville-Amiens.
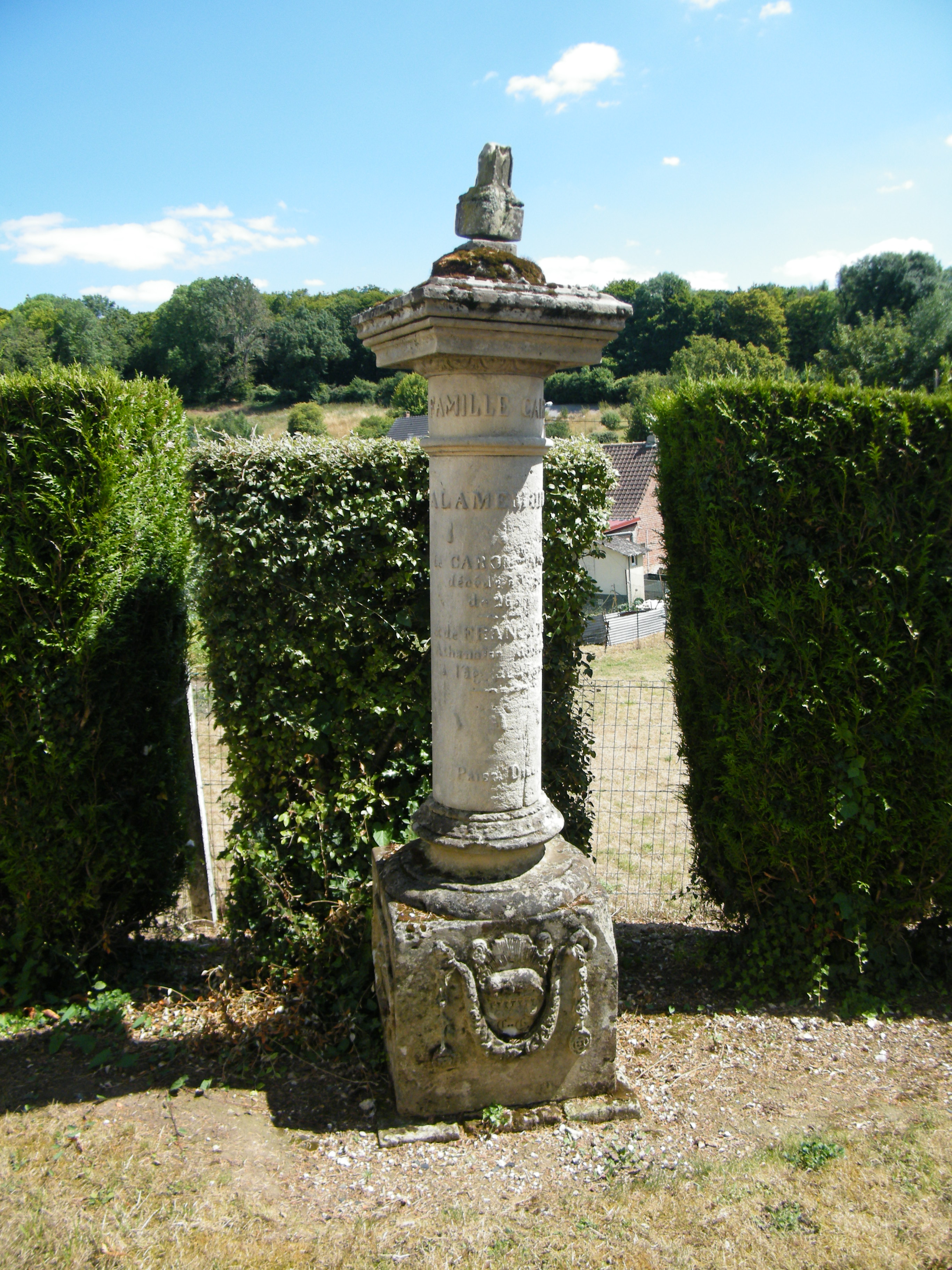
Monument funéraire de la famille Caron, près de l'église

### Personnalités liées à la commune
- Jean Jacques Morgan (1756-1798), sculpteur né à Francières. 
Il a réalisé les bustes du poète amiénois Vincent Voiture et du marquis Charles-Malo de Lameth (natif d'Hénencourt dans la Somme), puis des statues allégoriques représentant les vertus civiles et militaires pour les appartements du général Bonaparte à Paris. On lui doit aussi l'une des quatre faces de la fontaine des Innocents (place Joachim-du-Bellay, Paris 1er) et les trois figures de l'Espérance, la Foi et la Charité qui décorent la chaire de l'église Saint-Sulpice (rue Palatine, Paris 6e)[40].

Liste de seigneurs de Francières
- En 1542, Jacques d'Aoust, écuyer, est seigneur du village. Il fut mayeur d'Abbeville[4].
- Dès le début du XVIIe siècle, Charles Paschal achète la vicomté de la Quinte, il y meurt le 25 octobre 1625[4].
- Charles Destailleurs de Chantereine réunit les seigneuries de Francières et de la Quinte en 1678[4].
- Benoit Alexandre de Monchy, seigneur du lieu, est sénéchal du Ponthieu en 1747[4].
- Les comtes des Essars succèdent ensuite aux de Monchy[4].

### Héraldique
| Blason de Francières | Blason  | D'azur au sapin arraché d'argent, au chef du même chargé d'un lambel à six pendants d'azur.                                                      |
| Blason de Francières | Détails | L'arbre évoque le bois de sapins, élément environnemental d'importance pour le village. Adopté en séance du conseil municipal le 14 octobre 2011 |

.